# Canischio
Canischio là một đô thị ở tỉnh Torino trong vùng Piedmont, có vị trí cách khoảng 35 km về phía bắc của Torino, nước Ý. Tại thời điểm ngày 31 tháng 12 năm 2004, đô thị này có dân số 289 người và diện tích là 11,7 km².
Canischio giáp các đô thị: Sparone, Cuorgnè, Alpette, San Colombano Belmonte, Pratiglione, và Prascorsano.